# Songs From the Kitchen Disco
| Оценки критиков | Оценки критиков |
| Источник        | Оценка          |
| --------------- | --------------- |
| The Independent | [ 1 ]           |
| The Irish Times | [ 2 ]           |
| Clash Music     | 7/10            |
| MusicOMH        | [ 4 ]           |
| NEWsic          | 7.5/10          |
| Retro Pop       | [ 6 ]           |
| Gigwise         | 8/10            |
| Vinyl Chapters  | [ 8 ]           |

Songs from the Kitchen Disco: Sophie Ellis-Bextor’s Greatest Hits — второй сборник лучших хитов британской певицы Софи Эллис-Бекстор. Релиз состоялся 13 ноября 2020 года.

## Предыстория и релиз
Идея записать новый альбом появилась у Софи после того, как она провела серию онлайн-концертов во время карантина из-за COVID-19: на протяжении 10 недель каждую пятницу певица устраивала прямые трансляции из своей кухни, где исполняла свои старые песни и делала каверы на известные хиты. Трансляции так и назывались «Kitchen Disco». После этого певица задумала выпустить новый сборник хитов. Ранее, в 2019 году, Софи выпустила похожий сборник, только в оркестровой обработке.
18 сентября 2020 года был выпущен сингл в поддержку альбома «Crying at the Discotheque» — кавер на хит группы Alcazar. 29 октября был выпущен видеоклип на песню, а 30 октября был выпущен второй сингл «True Faith».

## Список композиций
| №   | Название                                 | Автор(ы)                                                                                   | Длительность |
| --- | ---------------------------------------- | ------------------------------------------------------------------------------------------ | ------------ |
| 1.  | «Groovejet (If This Ain’t Love) 2020»    | Кристиано Спиллер, Софи Эллис-Бекстор, Роб Дэвис                                           | 3:46         |
| 2.  | «Take Me Home (A Girl Like Me)»          | Мишель Аллер, Боб Эсти, Софи Эллис-Бекстор                                                 | 4:07         |
| 3.  | «Murder On The Dancefloor»               | Софи Эллис-Бекстор, Грегг Александр                                                        | 3:50         |
| 4.  | «Get Over You»                           | Софи Эллис-Бекстор, Роб Дэвис, Хенрик Корпи, Матиас Йоханссон, Нина Вудфорд                | 3:15         |
| 5.  | «Music Gets The Best Of Me»              | Софи Эллис-Бекстор, Грегг Александр, Мэтт Роу                                              | 3:39         |
| 6.  | «Mixed Up World»                         | Софи Эллис-Бекстор, Грегг Александр, Мэтт Роуи                                             | 3:44         |
| 7.  | «Catch You»                              | Кэти Деннис, Грег Кёрстин, Рис Баркер                                                      | 3:18         |
| 8.  | «Me and My Imagination»                  | Софи Эллис-Бекстор, Ханна Робинсон, Мэтт Прайм                                             | 3:27         |
| 9.  | «Today The Sun’s On Us»                  | Софи Эллис-Бекстор, Стив Робсон, Нина Вудфорд                                              | 4:19         |
| 10. | «Bittersweet»                            | Софи Эллис-Бекстор, Джеймс Уилтшир, Расселл Смолл, Ричард Стэннард, Ханна Робинсон         | 3:28         |
| 11. | «Starlight»                              | Софи Эллис-Бекстор, Richard X, Ханна Робинсон                                              | 4:22         |
| 12. | «Not Giving Up On Love»                  | Оливия Нерво, Мириам Нерво, Софи Эллис-Бекстор                                             | 2:56         |
| 13. | «Heartbreak (Make Me a Dancer)»          | Джеймс Уилтшир, Ричард Стэннард, Рассел Смолл, Софи Эллис-Бекстор                          | 3:26         |
| 14. | «Young Blood»                            | Софи Эллис-Бекстор, Эд Харкорт                                                             | 4:28         |
| 15. | «True Faith» (BBC Session)               | Джиллиан Гилберт, Стивен Моррис, Бернард Самнер, Питер Хук, Стивен Хейг                    | 5:02         |
| 16. | «Do You Remember The First Time?» (Live) | Джарвис Кокер, Pulp                                                                        | 4:13         |
| 17. | «Come With Us»                           | Софи Эллис-Бекстор, Эд Харкорт                                                             | 3:54         |
| 18. | «Wild Forever»                           | Софи Эллис-Бекстор, Эд Харкорт                                                             | 4:21         |
| 19. | «Crying At The Discotheque»              | Александр Бард, Бернард Эдвардс, Майкл Гулос, Андрес Ханссон, Найл Роджерс, Андрес Вольбек | 3:51         |
| 20. | «My Favourite Things»                    | Ричард Роджерс, Оскар Хаммерстайн II                                                       | 2:38         |

## Чарты
| Чарт (2020)                                  | Пиковая позиция |
| -------------------------------------------- | --------------- |
| Ирландия (IRMA)                              | 62              |
| Ирландия (IRMA Independent Albums)           | 6               |
| Шотландия (Scottish Albums Chart)            | 9               |
| Великобритания (UK Albums Chart)             | 8               |
| Великобритания (UK Independent Albums Chart) | 3               |

## Турне
В 2021 году певица отправится в поддержку альбома в тур по Великобритании. Первый концерт она даст 5 мая в Ноттингеме.

## История релиза
| Регион | Дата           | Формат                                          | Лейбл                 | Прим.        |
| ------ | -------------- | ----------------------------------------------- | --------------------- | ------------ |
| Мир    | 13 ноября 2020 | Цифровая загрузка, стриминг, CD, винил, кассета | EBGB’s, Cooking Vinyl | [ 9 ] [ 19 ] |